# Engeltjes en valken
Engeltjes en valken is het 29ste stripalbum uit de Yoko Tsuno-reeks van Roger Leloup. De strip werd voor het eerst uitgegeven bij Dupuis in 2019.